# Château Bû
Das Château Bû (deutsch „Schloss des Ochsen“) liegt in der Gemeinde Saint-Just, im äußersten Südwesten des Département Ille-et-Vilaine in der Bretagne in Frankreich.
Hier finden sich eine Allée couverte, vier große Menhire und ein kleiner Steinkreis auf dem ovalen Steinhügel von 46 m × 26 m. Der Steinhügel ist etwa zwei Meter hoch und besteht aus kleinen Steinen. Die enge Kombination dieser drei Denkmalarten ist einzigartig. Die Menhire sind vier gewaltige Blöcke aus Quarz. Drei Blöcke stehen, einer liegt. Eng benachbart ist ein ovaler Kreis aus senkrecht gestellte Schieferplatten. Nur wenige Steinkreise der Bretagne aus der Jungsteinzeit bzw. der Bronzezeit sind als Vergleichsobjekte heranzuziehen. Der Dolmen aus Trockenmauerwerk hatte wohl vier rechteckige Seitenkammern. Viele der inneren Randsteine und alle Deckenplatten fehlen.
Glaubt man der Legende, so wurde im Château Bû, (auch Château de la Vache) genannt, jedes Jahr ein Kalb geopfert.
Das Château gehört zum Parc des Megalithes de Saint-Just, in dem sich auch die Megalithanlagen Croix Saint-Pierre, die Allée couverte Grotte des Fées de Tréal, Demoiselles Piquées, Four Sarrazin, Croix Madame (ein Komplex liegender Steine) und das Alignements du Moulin befinden.

## Tribunal
Das so genannte „Tribunal“, eine U-förmige Steinsetzung aus neun Menhiren (drei stehen, sechs liegen) mit einem einzelnen stehenden Block, etwa 45 m entfernt, mittig davor. Dieser Stein war es, der dem Hémicycle (Halbkreis aus Menhiren) den Namen gab. Er sieht aus wie ein Angeklagter; der vor seinen Richtern steht.